# Provincia di Cuyo
La provincia di Cuyo era una provincia storica Argentina. 

## Storia
Creata il 14 novembre 1813 con decreto istituito dal Secondo triumvirato, aveva come capitale Mendoza, ed era composto dai territori delle attuali province argentine di Mendoza, San Juan e San Luis.
In epoca coloniale, per secoli la regione fece parte della Capitaneria generale del Cile, nel Vicereame del Perù. Nel 1778 i territori sotto la giurisdizione di Santiago del Chile furono divisi: Cuyo fu trasferita al Vicereame del Río de la Plata, ultimo vicereame dell'Impero spagnolo, (creato poco prima, nel 1776) e con capitale Buenos Aires, mentre i territori della Capitaneria generale del Cile a Ovest delle Ande rimasero al Vicereame del Perù.
Il primo e più importante governatore fu José de San Martín, che si dedicò alla creazione dell'Esercito delle Ande e alla preparazione della campagna denominata Cruce de los Andes (la Traversata delle Ande), una delle più importanti imprese nelle guerre di indipendenza argentine e cilene, in cui un esercito composto da soldati argentini ed esiliati cileni invase il Cile conducendo alla liberazione del paese dal dominio spagnolo.